# Iphigenia magnifica
Iphigenia magnifica är en tidlöseväxtart som beskrevs av M.Y. Ansari och Rolla Seshagiri Rao. Iphigenia magnifica ingår i släktet Iphigenia och familjen tidlöseväxter. Inga underarter finns listade i Catalogue of Life.